# You Need to Calm Down
«You Need to Calm Down» («Тебе нужно успокоиться») — песня американской певицы Тейлор Свифт, вышедшая 14 июня 2019 года на лейбле Republic Records в качестве второго сингла с предстоящего седьмого студийного альбома певицы Lover. Продюсировал сингл новозеландский музыкант Джоэл Литтл и Свифт.
На церемонии вручения премии MTV Video Music Awards 2019 года клип «You Need to Calm Down» получил девять номинаций и выиграл две: Видео года, что стало второй победой Свифт в этой номинации после «Bad Blood» (2015), и Video for Good. Песня также получила номинацию в категории «Лучшее сольное поп-исполнение» на 62-й церемонии вручения премии «Грэмми».

## История
12 июня 2019 года Свифт впервые анонсировала в Instagram выход нового сингла и сообщила детали нового студийного альбома. Певица впервые показала обложку нового диска, сообщила его название и указала дату релиза, а также назвала второй сингл с этого альбома.

## Отзывы
Песня получила в целом положительные и смешанные отзывы от музыкальных критиков, которые высоко оценили её выступление за ЛГБТ. Дэн Стаббс из NME назвал песню «испепеляющей в своем размеренном ответе», заключив, что это была «заразительная, попсовая посылка». Гвен Игнат из The A.V. Club написал, что песня «несомненно освежает борьбу с гомофобией и предубеждением против геев». Мейв МакДермотт и Джошуа Бот, пишущие для USA Today, сочли песню «улучшением» по сравнению с предыдущим синглом «Me!» и «более многообещающим примером того, что поклонники могут ожидать» от альбома в целом.
Микаэль Вуд из Los Angeles Times также согласился с тем, что песня была «большим творческим порывом или улучшением» по сравнению с «Me!», хотя комментирование «явного сообщения для геев, безусловно, приветствуется, но оно также кажется немного циничным». Мишель Ким из Pitchfork высказала мнение, что, хотя песня «из лучших побуждений» и заслуживает некоторой похвалы, она также «и изумлена и не в восторге одновременно».
Джастин Киркланд из Esquire написал про песню как «упускающую смысл быть союзником ЛГБТ», «приравнивая онлайновых ненавистников к личной и общественной борьбе ЛГБТ». Констанс Грэди из Vox назвала песню «изнурительной», сравнивая её с таким же эффектом от «Blank Space», вторым синглом с альбома 1989.

## Коммерческий успех
Перед предстоящим дебютом на мировых чартах синглов «You Need to Calm Down» занял первое место в чарте iTunes в США с 58 % опережением «Old Town Road» рэпера Lil Nas X с участием Билли Рэй Сайрус, сделав Свифт единственным человеком, который дважды выпустил вирусную песню из американского iTunes, так как она уже сделала это ранее со своим синглом «Me!» в конце апреля.
В Amazon Music сингл «You Need to Calm Down» дебютировал под номером один, опередив предыдущий сингл певицы «Me!».
В американском сервисе Spotify песня попала на первое место с 2,45 миллионами потоков, став 5-й песней Свифт на вершине чартов Spotify в США. На международном Global Spotify песня собрала 5,0 миллионов потоков в первый день, что делает её третьим по величине потоковым треком Swift по сборам за один день на этой платформе.

### Северная Америка
Песня дебютировала в США на 35-м месте в хит-параде Adult Top 40 и на 33-м в чарте Mainstream Top 40 за три дня радиоэфира.
В основном сингловом хит-параде Billboard Hot 100 песня дебютировала на втором месте. С шестью песнями, достигшими только второго места, Свифт теперь делит с Мадонной рекорд по числу песен, не добравшимися до первого места, имея ранее такие синглы на № 2 как «Me!», «I Don't Wanna Live Forever» (2017), «I Knew You Were Trouble» (2013), «Today Was a Fairytale» (2010) и «You Belong with Me» (2009). Он также дебютировал на первом месте в цифровом чарте, увеличив абсолютный рекорд Свифт до 17 чарттопперов в этом хит-параде.
В Канаде песня дебютировала на 40-м месте в чарте Hot AC.

### Европа
В Великобритании песня дебютировала на пятом месте в официальном британском хит-параде UK Singles Chart, став для Свифт её 13-м синглом, попавшим в лучшую десятку Top 10 (UK). В Шотландии песня дебютировала на первом месте местного хит-парад, став для Свифт её пятым чарттоппером и вторым подряд с альбома Lover. В Ирландии песня дебютировала на 5-м месте. В Германии дебютировала на 37-м месте в Official German Charts. В Нидерландах песня дебютировала на 28-м месте в Single Top 100. В Бельгии дебютировала на 11-м месте в Ultratip. В Швеции дебютировала на 55-м месте в Sverigetopplistan.

## Музыкальное видео
Лирик-видео вышло 14 июня 2019 года на YouTube-канале Свифт, одновременно с премьерой песни. Премьера музыкального видео, режиссёром которого выступили Дрю Кирш и сама Свифт, состоялась 17 июня, вслед за его показом на телешоу «Доброе утро, Америка». В его съёмках приняли участие Декстер Мэйфилд, Ханна Харт, Честер Локхарт, Лаверна Кокс, Тодрик Холл, Хейли Кийоко, Джесси Тайлер Фергюсон, Джастин Микита, Сиара, ведущие шоу «Queer Eye» (Тан Фрэнс, Бобби Берк, Карамо Браун, Энтони Поровски и Джонатан Ван Несс), Адам Риппон, Адам Ламберт, Эллен Дедженерес, Билли Портер, Ру Пол, Райан Рейнольдс, а также дрэг-квин в образах певиц Арианы Гранде (Татьянна), Леди Гаги (Тринити Тейлор), Адели (Дельта Уорк), Карди Би (Тринити К. Бонет), самой Свифт (Джейд Джоли), Бейонсе (Райли Нокс), Кэти Перри (Адор Делано) и Ники Минаж (А’керия Ш. Давенпорт). В конце видео также появляется певица Кэти Перри, одетая в костюм гамбургера, в то время как её ищет Свифт, одетая в картофель фри. В тот момент, когда Свифт находит Перри, она крепко и тепло обнимает Перри. Появление Перри служит концом спора между ними, хотя обе певицы публично прекратили вражду ещё несколько месяцев назад.
26 августа 2019 года Свифт, открывавшая 2019 MTV Video Music Awards с медли из песен «You Need To Calm Down» и «Lover», выиграла там три награды, включая «Лучшее видео года» и «Video for Good» (за клип «You Need to Calm Down»).

## Награды и номинации
| Год  | Организация                            | Награда                          | Результат    | Ссылка |
| ---- | -------------------------------------- | -------------------------------- | ------------ | ------ |
| 2019 | Teen Choice Awards                     | Choice Summer Song               | Номинация    | [ 41 ] |
| 2019 | MTV Video Music Awards                 | Video of the Year                | Победа       | [ 42 ] |
| 2019 | MTV Video Music Awards                 | Song of the Year                 | Номинация    | [ 42 ] |
| 2019 | MTV Video Music Awards                 | Video for Good                   | Победа       | [ 42 ] |
| 2019 | MTV Video Music Awards                 | Best Pop                         | Номинация    | [ 42 ] |
| 2019 | MTV Video Music Awards                 | Best Direction                   | Номинация    | [ 42 ] |
| 2019 | MTV Video Music Awards                 | Best Art Direction               | Номинация    | [ 42 ] |
| 2019 | MTV Video Music Awards                 | Best Editing                     | Номинация    | [ 42 ] |
| 2019 | MTV Video Music Awards                 | Best Power Anthem                | Номинация    | [ 42 ] |
| 2019 | MTV Video Music Awards                 | Song of the Summer               | Номинация    | [ 42 ] |
| 2019 | Nickelodeon Brazil Kids' Choice Awards | Favorite International Hit       | Номинация    | [ 43 ] |
| 2019 | American Music Awards                  | Favorite Music Video             | Победа       | [ 44 ] |
| 2020 | Grammy Award                           | Best Pop Solo Performance        | Номинация    | [ 45 ] |
| 2020 | iHeartRadio Music Awards               | Best Lyrics                      | Номинация    | [ 46 ] |
| 2020 | Queerty Awards                         | Anthem                           | Второе место | [ 47 ] |
| 2020 | Nickelodeon Kids' Choice Awards        | Favorite Song                    | Номинация    | [ 48 ] |
| 2020 | Berlin Music Video Awards              | Best Cinematography              | Номинация    | [ 49 ] |
| 2020 | BMI Pop Awards                         | Award-winning Song               | Победа       | [ 50 ] |
| 2020 | BMI Pop Awards                         | Publisher of the Year (Sony/ATV) | Победа       | [ 50 ] |

## Концертные исполнения
Свифт впервые исполнила «You Need to Calm Down» на Amazon Prime Day Concert 2019. 22 августа она исполнила песню на концерте в Центральном парке Нью-Йорка во время шоу Good Morning America. Спустя день Свифт представила акустическую версию песни на SiriusXM Town Hall.
Свифт исполнила «You Need to Calm Down» как часть попурри вместе с «Lover» на церемонии MTV Video Music Awards, прошедшей 26 августа 2019 года.
10 ноября 2019 года Свифт исполнила песни «ME!», «Lover» (Piano Acoustic) и «You Need To Calm Down» на фестивале TMall 11/11 Shopping Festival, впервые за 4 года побывав в Китае.
Свифт включила «You Need to Calm Down» в сетлист тура the Eras Tour (2023).

## Участники записи
По данным Tidal
- Тейлор Свифт — вокал, автор, продюсер
- Джоэл Литтл — продюсер, автор, клавишные, звукозапись, программирование ударных и синтезатора
- Сербан Генеа — звукоинженер по микшированию
- John Hanes — звукоинженер по микшированию

## Чарты
| Чарт (2019)                                | Высшая позиция |
| ------------------------------------------ | -------------- |
| Argentina (Argentina Hot 100)              | 71             |
| Австралия (ARIA)                           | 3              |
| Австрия (Ö3 Austria Top 40)                | 21             |
| Бельгия/Фландрия (Ultratip Bubbling Under) | 2              |
| Бельгия/Валлония (Ultratip Bubbling Under) | 18             |
| Канада (Billboard Canadian Hot 100)        | 4              |
| Канада (Billboard AC)                      | 2              |
| Канада (Billboard CHR/Top 40)              | 2              |
| Канада (Billboard Hot AC)                  | 2              |
| China Airplay/FL (Billboard)               | 2              |
| Croatia (HRT)                              | 19             |
| СНГ (TopHit)                               | 95             |
| Чехия (Singles Digitál Top 100)            | 8              |
| Estonia (Eesti Ekspress)                   | 8              |
| Euro Digital Songs (Billboard)             | 3              |
| France (SNEP)                              | 154            |
| Германия (GfK)                             | 36             |
| Greece (IFPI)                              | 6              |
| Венгрия (Single Top 40)                    | 3              |
| Венгрия (Stream Top 40)                    | 8              |
| Iceland (Tonlist)                          | 20             |
| Ireland (IRMA)                             | 5              |
| Israel (Media Forest)                      | 18             |
| Italy (FIMI)                               | 69             |
| Japan (Japan Hot 100)                      | 23             |
| Lebanon (OLT20 Combined Chart)             | 5              |
| Malaysia (RIM)                             | 3              |
| Нидерланды (Dutch Top 40)                  | 26             |
| Нидерланды (Single Top 100)                | 28             |
| New Zealand (Recorded Music NZ)            | 5              |
| Nicaragua (Monitor Latino)                 | 14             |
| Norway (VG-lista)                          | 22             |
| Португалия (AFP)                           | 27             |
| Шотландия (OCC Scotland)                   | 1              |
| Singapore (RIAS)                           | 7              |
| Словакия (Singles Digitál Top 100)         | 8              |
| Spain (PROMUSICAE)                         | 63             |
| Sweden (Sverigetopplistan)                 | 35             |
| Швейцария (Schweizer Hitparade)            | 22             |
| Великобритания (OCC UK Singles)            | 5              |
| США (Billboard Hot 100)                    | 2              |
| США (Billboard Adult Contemporary)         | 24             |
| США (Billboard Adult Pop Airplay)          | 10             |
| США (Billboard Dance/Mix Show Airplay)     | 16             |
| США (Billboard Pop Airplay)                | 9              |
| US Rolling Stone Top 100                   | 8              |

## Сертификации
| Регион                                                                      | Сертификация  | Продажи   |
| --------------------------------------------------------------------------- | ------------- | --------- |
| Австралия (ARIA)                                                            | 3× Платиновый | 210 000   |
| Австрия (IFPI Austria)                                                      | Золотой       | 15 000    |
| Дания (IFPI Danmark)                                                        | Золотой       | 45 000    |
| Новая Зеландия (RMNZ)                                                       | Золотой       | 15 000    |
| Норвегия (IFPI Norway)                                                      | Платиновый    | 60 000    |
| Польша (ZPAV)                                                               | Золотой       | 10 000    |
| Португалия (AFP)                                                            | Золотой       | 5000      |
| Великобритания (BPI)                                                        | Платиновый    | 600 000   |
| США (RIAA)                                                                  | 3× Платиновый | 3 000 000 |
| Данные о продажах + прослушиваниях приведены только на основе сертификации. |               |           |

## История выхода
| Регион         | Дата                   | Формат                       | Лейбл                          | Ссылки  |
| -------------- | ---------------------- | ---------------------------- | ------------------------------ | ------- |
| Разные         | 14 июня 2019           | Цифровое скачивание стриминг | Taylor Swift Productions, Inc. | [ 57 ]  |
| Великобритания | Contemporary hit radio | Virgin EMI                   | [ 103 ]                        |         |
| США            | Contemporary hit radio | 18 июня 2019                 | Republic                       | [ 104 ] |